# Diogo Fernandes de Boim
Diogo Fernandes de Boim foi um escudeiro fidalgo da Casa Real e um dos primeiros povoadores da ilha Terceira, onde teve varias terras da sesmaria, que recebeu do donatário.
A sua residência estabeleceu-a em Angra do Heroísmo, onde vinculou os seus bens em morgado no testamento que fez e foi aprovado em 11 de Fevereiro de 1527.
Diogo Fernandes de Boim, foi casado duas vezes, a primeira com Marinha Afonso de Azevedo, e a segunda com sua cunhada Joana Pais de Azevedo.  Faleceu em 1527, na cidade de Angra do Heroísmo.
Desta família descende de Diogo Fernandes de Boim (corrupção de Âboim), o qual nasceu em Elvas, no meiado do século XV, e pertencia segundo documentos existentes à geração e linhagem dos Aboins, que no reino de Portugal existem com nobreza, mas que de maneira nenhuma se podem justificadamente derivar dos antigos Aboins, do couto de Aboim da Nobrega, de Entre Douro e Minho, de que foi senhor D. João Perez de Aboim, rico-homem e mordomo-mor de el-rei D. Afonso III, em presença do que o Braamcamp Freire publicou no Arquivo Histórico Português, tomo 4.°, pagina 106 verso a 170.
Passou Diogo Fernandes de Boim à ilha Terceira, Açores, logo que esta foi descoberta, e quando regressava da Mina para Portugal.